# Après la tourmente (film, 1929)
Pour les articles homonymes, voir Après la tourmente.

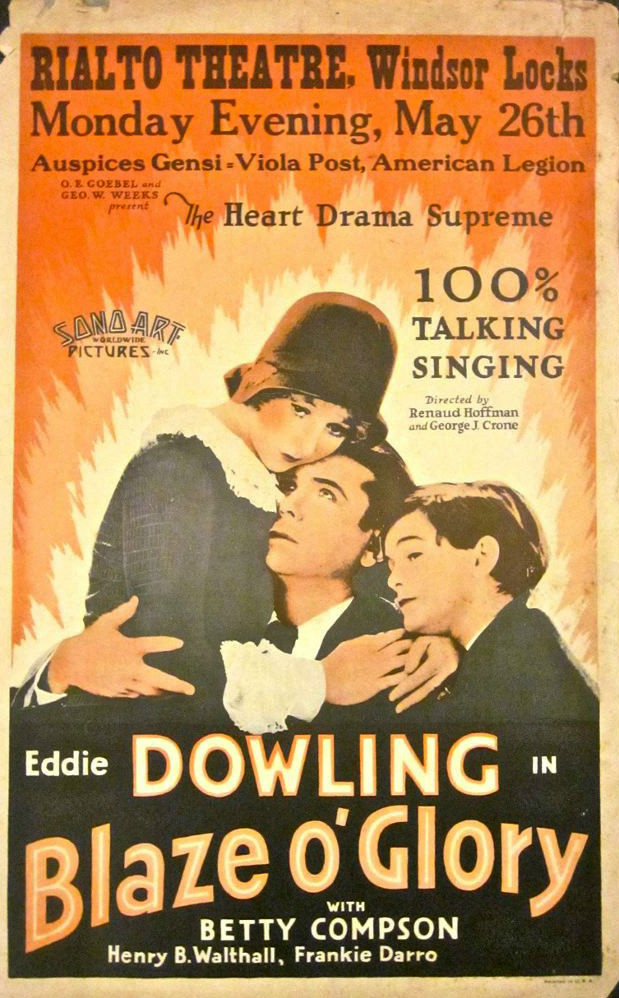
Affiche du film.

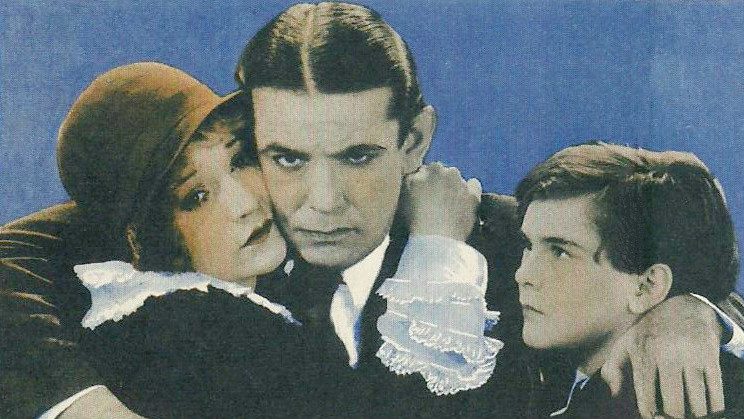
Betty Compson, Eddie Dowling et Frankie Darro.

Après la tourmente (Blaze o' Glory) est un film américain réalisé par George Crone et Renaud Hoffman, sorti en 1929.
Une version espagnole du film est sortie en 1930 sous le titre Sombras de gloria

## Synopsis
À la barre de son procès pour meurtre, l'accusé Eddie Williams raconte son histoire. En 1917, il connut une brillante carrière sur les planches de Broadway et épousa Helen Williams. Cependant, avec l'entrée en guerre des États-Unis, il a été envoyé sur le front en Europe et blessé par un gaz toxique alors qu'il sauvait un soldat de l'armée impériale allemande. De retour chez lui, Eddie se retrouve au chômage, tandis qu'Helen parvient à conserver un emploi. Après avoir découvert une liaison avec son employeur, Carl Hummel, il tire sur ce dernier dans un accès de rage. Le procureur révèle qu'Helen n'a entamé cette relation que pour obtenir ce poste et subvenir aux besoins d'Eddie, et ils se réconcilient. Bien qu'Eddie ait avoué le meurtre, le jury décide de l'acquitter.

## Fiche technique
- Titre original : Blaze o' Glory
- Réalisation : George Crone et Renaud Hoffman
- Scénario : Thomas Alexander Boyd (histoire : The Long Shot), Renaud Hoffman, Henry McCarty
- Producteurs : 	O. E. Goebel, George W. Weeks
- Photographie : Harry Jackson
- Genre : Drame[2]
- Distributeur : Sono Art-World Wide Pictures
- Pays de production :  États-Unis
- Durée : 78 minutes
- Dates de sortie : 
  - États-Unis : 30 décembre 1929
  - France : 22 août 1930

 Sauf indication contraire, les informations mentionnées dans cette section peuvent être confirmées par la base de données cinématographiques IMDb,  présente dans la section « Liens externes ».

## Distribution
- Eddie Dowling : Eddie Williams
- Betty Compson : Helen Williams
- Frankie Darro : Jean Williams
- Henry B. Walthall : Burke
- William B. Davidson : District Attorney
- Ferdinand Schumann-Heink : Carl Hummel
- Eddie Conrad : Abie
- Frank Sabini : Tony
- Broderick O'Farrell